# Nepopualco
Nepopualco es una localidad del estado mexicano de Morelos. Es parte del municipio de Totolapan.

## Toponimia
El nombre «Nepopualco» proviene de los términos en náhuatl: nepopoalli, cuenta o contar; co, locativo. Su significado es «Lugar donde se cuenta» o «Lugar del contadero».

## Demografía
| Gráfica de evolución demográfica |
|                                  |

| Censo | Población |
| ----- | --------- |
| 1900  | 517       |
| 1910  | 490       |
| 1921  | 238       |
| 1930  | 308       |
| 1940  | 353       |
| 1950  | 491       |
| 1960  | 458       |
| 1970  | 789       |
| 1980  | 958       |
| 1990  | 1150      |
| 2000  | 1783      |
| 2010  | 2191      |
| 2020  | 2673      |